# Ryan Sissons
Ryan Sissons (Bulawayo, Zimbabue, 24 de junio de 1988) es un deportista neozelandés que compitió en triatlón.
Ganó dos medallas en el Campeonato Mundial de Triatlón por Relevos Mixtos, en los años 2010 y 2013, y dos medallas en el Campeonato de Oceanía de Triatlón, en los años 2015 y 2018.

## Palmarés internacional
| Campeonato Mundial por Relevos Mixtos | Campeonato Mundial por Relevos Mixtos | Campeonato Mundial por Relevos Mixtos | Campeonato Mundial por Relevos Mixtos |
| Año                                   | Lugar                                 | Medalla                               | Prueba                                |
| ------------------------------------- | ------------------------------------- | ------------------------------------- | ------------------------------------- |
| 2010                                  | Lausana (Suiza)                       | Medalla de bronce                     | Relevo mixto                          |
| 2013                                  | Hamburgo (Alemania)                   | Medalla de plata                      | Relevo mixto                          |
| Campeonato de Oceanía                 |                                       |                                       |                                       |
| Año                                   | Lugar                                 | Medalla                               | Prueba                                |
| 2015                                  | Devonport (Australia)                 | Medalla de bronce                     | Individual                            |
| 2018                                  | Glenelg (Australia)                   | Medalla de oro                        | Relevo mixto                          |